# Důl Alexander
Důl Alexander, v některých i oficiálních dokumentech psáno též chybně Alexandr, je někdejší hlubinný černouhelný důl, který se nachází v Kunčičkách (část Ostravy). Po ukončení těžby zůstaly zachovány těžní věže a část provozních objektů a bývalý důl byl prohlášen za kulturní památku. Důl Alexander patřil mezi doly Severní dráhy Ferdinandovy.

## Historie

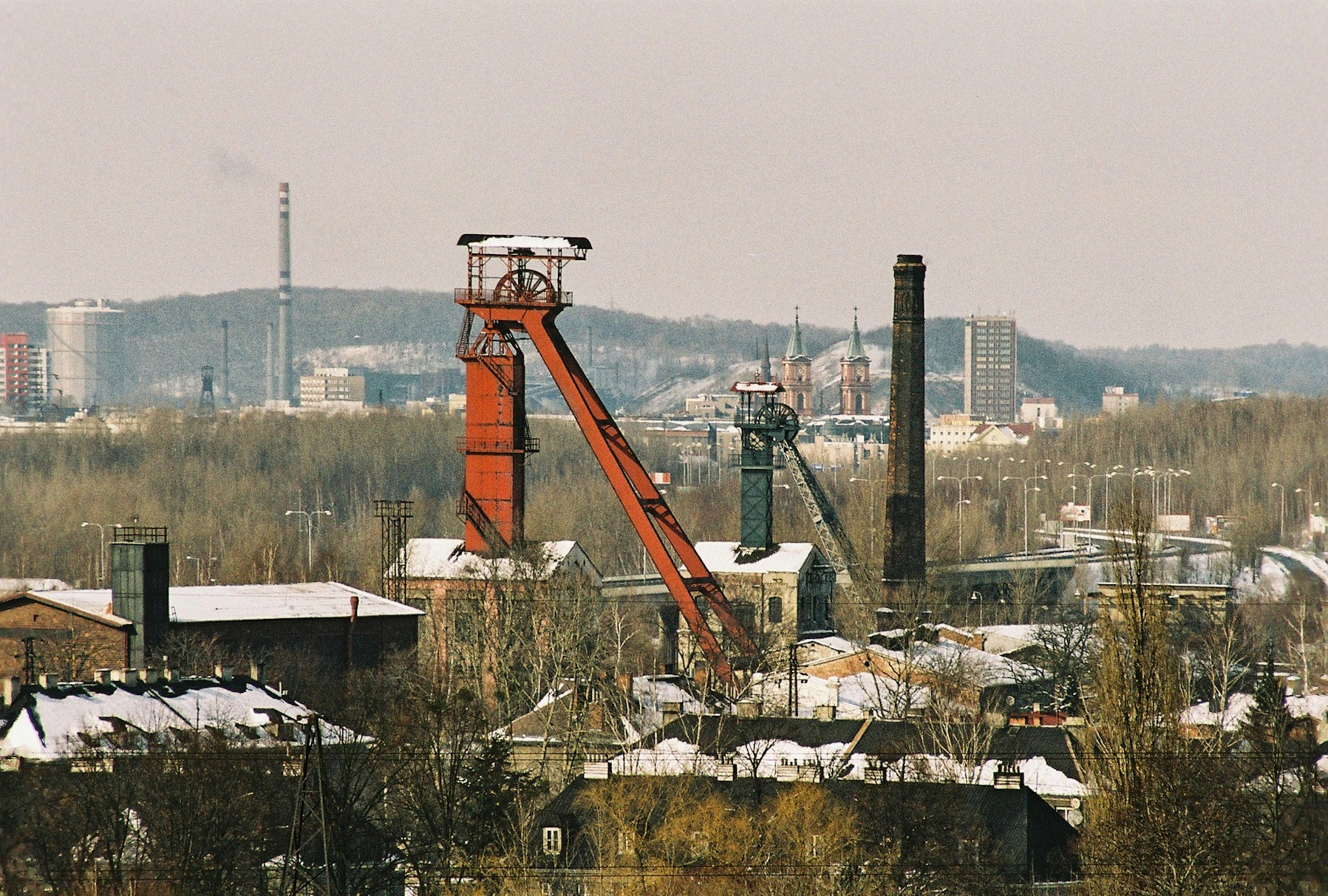
Důl Alexander v roce 2005

Na základě průzkumných ražeb jižním směrem z dolu Vilém byly prokázány nadějné uhelné sloje. SDF získala v roce 1892 první propůjčky důlních měr. Výstavbu dolu zahájila v roce 1896 společnost SDF na katastru obce Kunčičky na východní straně železniční trati tzv. Frýdlantské dráhy, 2 km jižně od dolu Vilém. Důl byl pojmenován na počest hraběte Alexandra Palaviciniho, presidenta SDF.
Důl byl otevřen dvěma centrálními jámami – těžní a výdušnou vzdálených od sebe 100 m. Jámy byly hloubeny v kruhovém průřezu. Koncem roku 1897 těžní jáma dosahovala hloubky 249,5 m, výdušná 153,3 m.
Od roku 1898 až do roku 1926, kdy se Alexander stal součástí sousedního dolu Zárubek, zde bylo vytěženo 5 910 960 tun uhlí. Poté bylo důlní pole dobýváno pomocí důlních děl ze strany dolu Zárubek.
Od 1. srpna 1926 se stal důl Alexander pomocným závodem. Na místě původní strojovny byla postavena nová s elektrickým těžním strojem od firmy Škoda Plzeň, byla provedena výměna těžní věže. Jámy byly prohlubovány na hloubku 580,5 m u těžní jámy a 576 m u jámy větrní.
K poslední provozní změně došlo v roce 1976, kdy byla nejspodnější část dobývacího prostoru s uhelným zásobami delimitována na důl Louis/Jeremenko ve Vítkovicích. Pro jejich odtěžení byla na dole Louis/Jeremenko založena nová nejhlubší patra. Obě jámy byly rekonstruovány na výdušné a vybaveny novými axiálními ventilátory. Úroveň -700 m se stala výdušným patrem a byla napojena na nejnižší, tj. 10. patro těžní jámy Alexander 1. Výdušná jáma Alexander 2 byla prohloubena na 775,28 m.
Těžební činnost dolu byla ukončena 31. prosince 1992. Těžní jáma (hloubka 945 m) byla zasypána v roce 1993 a výdušná jáma (hloubka 775,3 m) v roce 1994.

### Strojní a technické vybavení

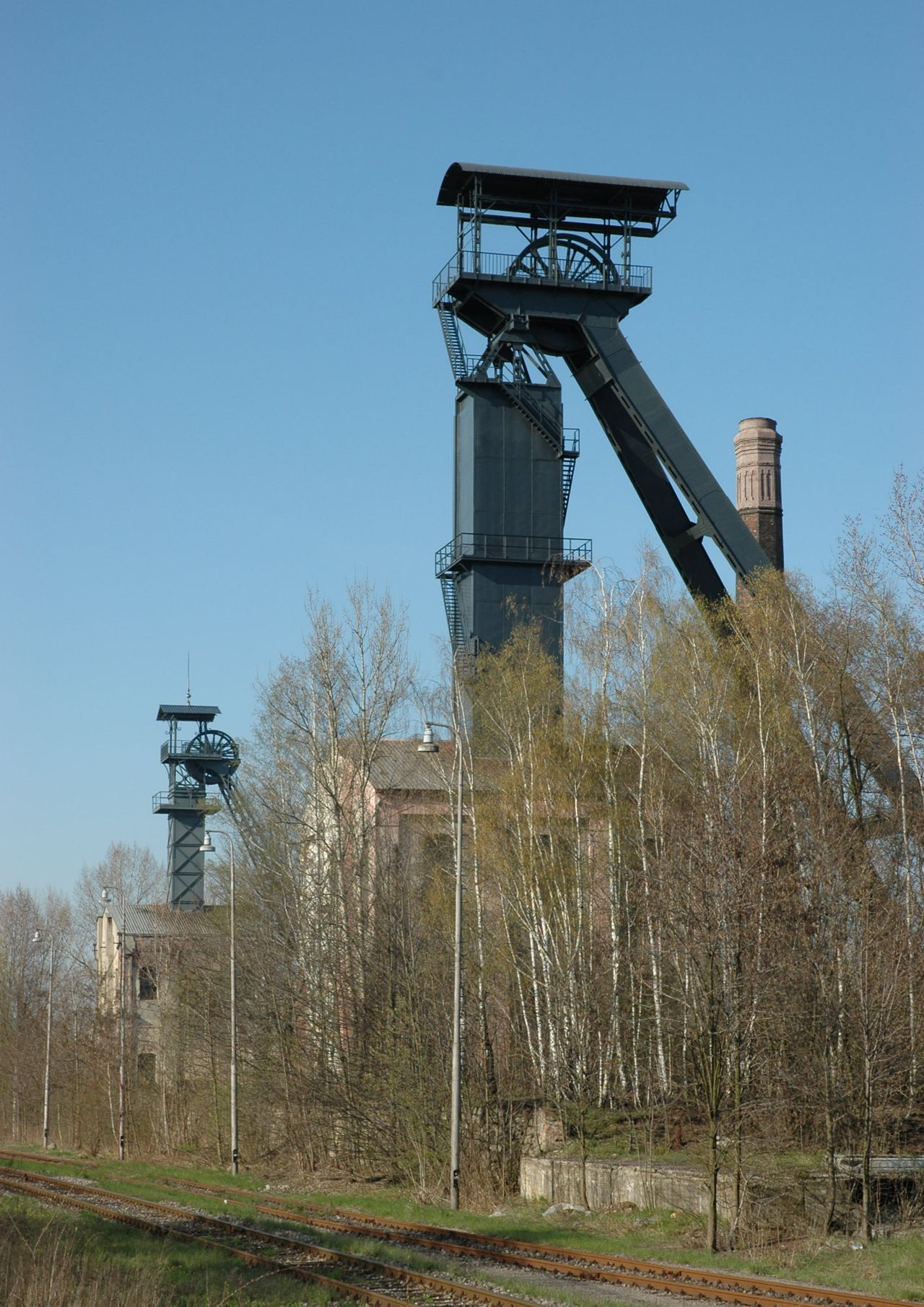
Zachované těžní věže a komín

Těžní jáma byla vybavena parním dvouválcovým těžním strojem Breitfeld-Daněk, Blansko, z roku 1897 s Kraftovým ventilovým rozvodem o výkonu 700 HP. Těžní bubny měly průměr 5 000 mm, šířku 950 mm, ukládání lan ve dvou vrstvách. Těžní klec byla dvouetážová, v každé etáži dva vozíky za sebou nebo pro fárání mužstva 14 osob v etáži. Rychlost jízdy mužstva 5 m/s, rychlost těžby 12 m/s. Těžní věž pro hloubku 550 m postavila firma Strojírny hraběte Salma, Blansko. Její výška od ohlubně po střed lanovnic 30,3 m, lanovnice o průměru 4 000 mm. Větrní jáma byla vybavena parním ventilátorem Guibal, který byl vyroben ve strojírnách knížete Salma v Blansku a ventilátorem Halsbach (z roku 1899) z Vítkovických železáren s elektrickým pohonem Siemens-Schuckert, Vídeň.
Samotná těžba uhlí byla zahájena v roce 1898. Díky propojení překopy s dolem Vilém a Hermenegild byly důlní vody odváděny a následně čerpány centrální vodní jámou dolu Hermenegild vodní. Kromě toho bylo na 4. patře dvojpístové čerpadlo na 250 l/min. (z roku 1914), na 5. patře odstředivé čerpadlo na 1000 l/min (z roku 1922) obě od firmy Královopolské strojírny, Brno. Obě čerpadla čerpala důlní vodu na povrch. Na 5. a 6. patře byly vzduchové pumpy, které čerpaly důlní vodu na 4. patro. Na 5. patře pumpa z roku 1903 od firmy Evans & Cornish, Anglie, s výkonem 550 l/min. a z roku 1919 od firmy Weise & Monski, Halle s výkonem 500 l/min. Na 6. patře byla malá vzduchová pumpa s výkonem 150 l/min.
V roce 1901 byla dostavěna budova strojovny a jámové budovy větrné jámy. Strojovna byla vybavena parním dvouválcovým těžním strojem s rozvodem Radovanovic od firmy Bromovský, Schulz a syn s výkonem 600 HP. Těžní bubny měly průměr 4 000 mm, šířku 1 350 mm, ukládání lana ve dvou vrstvách. Těžní klec dvouetážová pro jeden vozík na etáž nebo pro fárání mužstva 11 osob na klec. Rychlost jízdy pro mužstvo 6 m/s, rychlost těžby 12 m/s. Těžní věž pro hloubku 600 m postavily Vítkovické železárny. Její výška od ohlubně po střed lanovnic byla 30,15 m, lanovnice měly průměr 4 000 m.
Oba těžní stroje v roce 1931 byly nahrazeny novými s elektrickým pohonem, bubny měly průměr 6000 mm a šířku 1750 mm, lanovnice 5 500 mm.
V roce 1913 výstavba uhelného prádla.
V roce 1929 byla na dole Alexander kotelna o plošné výměře 860 m², kde z původních 10 kotlů typu Cornwall byly funkční 3 s celkovou otopnou plochou 312 m² pro vytápění budov. Ostatní z části sloužily jako vyrovnávací nádoby pro stlačený vzduch k pohonu původních parních pístových strojů. Komín kotelny byl vysoký 50 m a v ukončení (nahoře) měl průměr 2 m. Jako palivo sloužilo uhlí a kaly. Pro parní stroje kotle vyráběly nasycenou páru.
Ve strojovně byly dva pístové kompresory firmy Bromovsky & Schulz, Praha, z roku 1897 a 1902 poháněné parním strojem o výkonu 500 HP (každý). Výkon kompresoru 4 500 m³/hod. nasátého vzduchu. K 1. lednu 1928 byly v nečinnosti. V roce 1923 byl instalován dvojstupňový turbokompresor Škoda Plzeň o výkonu 12 000 m³/h poháněný třífázovým motorem Siemens-Schuckert, Vídeň, o výkonu 1 800 HP.
Poslední modernizace proběhla v 50. létech 20. století, kdy byla větrní jáma vybavena novým elektrickým těžním strojem z roku 1952 o výkonu 400 kW, dodaný ze Závodů V. I. Lenina v Plzni (Škoda Plzeň).

### Stav po ukončení těžby
Z architektonického hlediska důl Alexander vytváří jedinečný příklad vkomponování čestného dvora do koncepce důlního podniku. Hlavní osou je komín s kotelnou, symbol průmyslového provozu, orientovanou na železniční trať. Po stranách předstupovala křídla v podobě jámových budov a těžních věží s historizujícími architektonickými prvky (balustrády, nárožní vázy apod.). Po stranách kotelny byly strojovny s parními těžními stroji (srdce provozu). Na hlavní kompoziční osu navazovala kolmo centrální komunikace povrchu, lemovaná alejí akátů. Kolem komunikace byly rozmístěny budova koupelny, cechovny s lampovnou, správní budova, kočárovna a kovárna (dílny). Na vlastní areál dolu a přilehlou Starou kolonii navazoval park.
Urbanistická kompozice barokizujícího čestného dvora byla narušena v roce 1913 výstavbou uhelného prádla a v roce 1926 výstavbou nové strojovny a výměnou těžní věže. Po ukončení těžby a zbouráním budovy uhelného prádla došlo k návratu koncepce čestného dvora. Je to jediný známý příklad svého druhu, dochovaný v základních vymezujících prostorových objektech, kterými jsou obě jámové budovy, těžní věže, kotelna a komín.
V zájmu památkové péče jsou nejen těžní věže s jámovými budovami, kotelna, ale i bývalá kočárovna, správní budova atd. Uhelný důl Alexander byl prohlášen kulturní památkou Ministerstvem kultury ČR 24. září 2001.
V areálu zachovaných povrchových pracovišť Dolu Alexander dnes sídlí Charita Sv. Alexandra.
Od roku 2015 probíhaly záchranné a plánované opravy státním podnikem Diamo provedené odštěpným závodem ODRA. Podle dlouhodobého plánu byla provedena oprava jámy Alexander č. 1 do stavu v roce ukončení těžby (1992) jámy Alexander č. 2 do stavu z roku 1901, kdy byla postavena. Opravy byly ukončeny v roce 2016 (listopad). Náklady na opravu a rekonstrukci těžní budovy činily 7,9 milionu Kč (bez DPH).

### Těžba uhlí
Uhlí bylo dobýváno pilířováním se základkou nebo na zával, stěnováním směrným a dovrchním, mocnost slojí 40 – 240 cm, úklon 0 – 30°, ze slojového pásma jakloveckých a hrušovských vrstev ostravského souvrství, dobývání petřkovických vrstev důlními díly dolu Louis/Jeremenko. Hloubka dolu dosáhla 1120 m.

### Údaje o dole Alexander
| Název       | druh jámy     | založení | hloubka jámy v m | likvidace | těžba      | vytěženo | dobývací pole | počet pater |
| ----------- | ------------- | -------- | ---------------- | --------- | ---------- | -------- | ------------- | ----------- |
| Alexander 1 | těžní, vtažná | 1896     | 945,0            | 1993      | 1898 –1926 | 7 mil. t | 246,9 ha      | 10          |
| Alexander 2 | větrní        | 1896     | 775,3            | 1994      |            |          |               |             |

### Ubytování

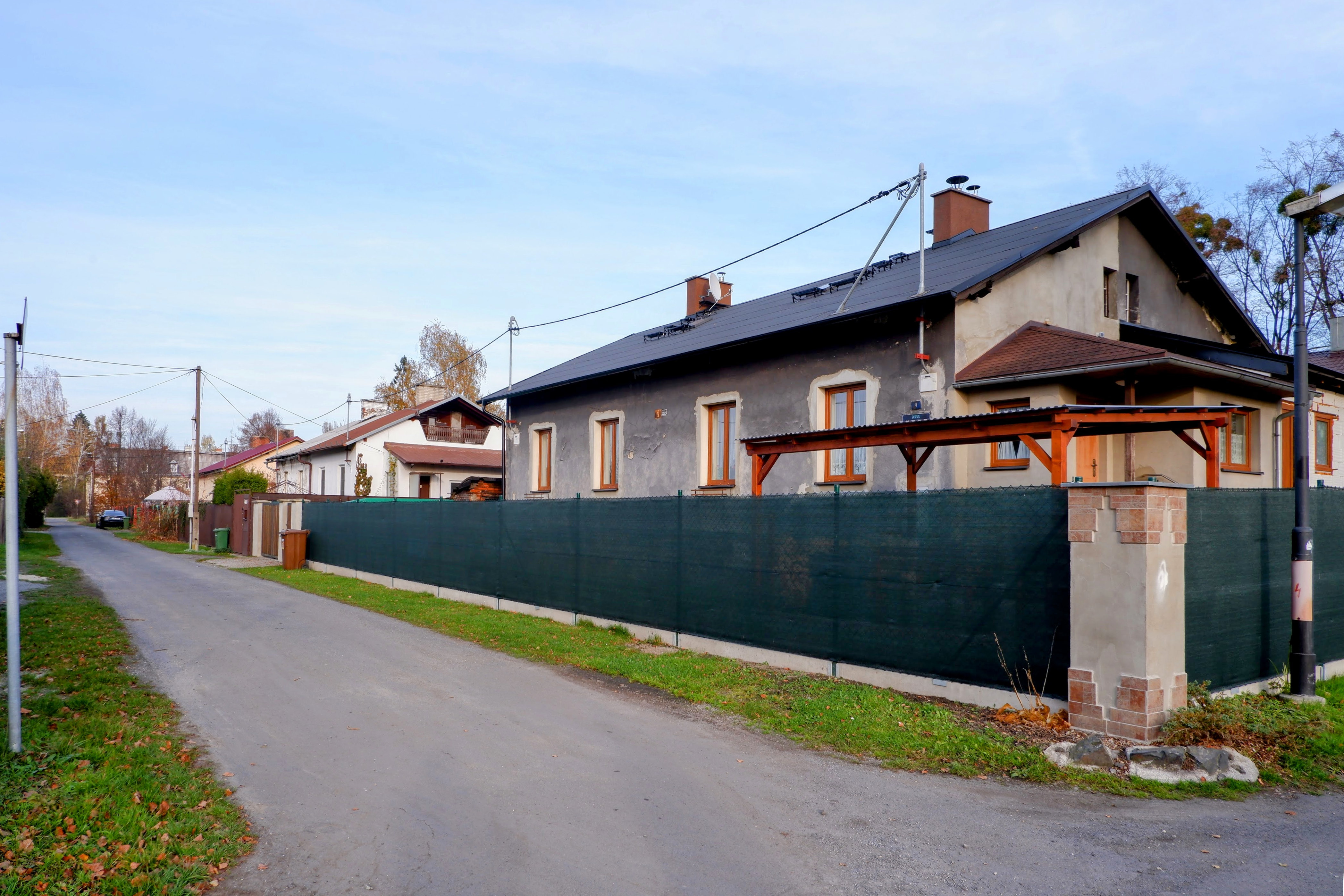
Nová kolonie dolu Alexander

Současně s výstavbou dolu Alexander byly postaveny dvě hornické kolonie. V období 1894–1899 Stará kolonie (Severní), v období 1900–1904 Nová kolonie (Jižní). Ze stejného období pochází parková úprava okolí dolu. Část parku byla v padesátých letech 20. století upravena pro zoologickou zahradu.